# Tingley (Iowa)
Tingley – miasto w Stanach Zjednoczonych, w stanie Iowa, w hrabstwie Ringgold. Zgodnie ze spisem statystycznym z 2000 roku, miasto liczyło 171 mieszkańców.